# Jean-Sébastien Simonoviez
Jean-Sébastien Simonoviez, nacido en Caen en 1966, es un músico (pianista, trompettiste y baterìa), compositor, autor y arreglista francés.

## Biografía
Jean-Sebastián Simonoviez nacido de un padre melómano y una madre pianista amateur.
Desde los 5 años empieza a estudiar el piano clásico con una profesora “vieja escuela “. A la edad de 7 años, se integra en una escuela de música donde le proponen escoger un segundo instrumento (la trompeta). Hasta la edad de 14 años, asimila las técnicas de base de la música, (lectura, escritura, teoría). A partir de los 16 años, empieza a tocar con otros músicos.
En 1989 graba el disco "Standards" de André Jaume con Olivier Clerc y François Méchali por la compañía CELP. El guitarrista Pascal Salé, con el que recorre Francia y enseña armonía y técnicas de improvisación.
En los años 1990, participa en numerosos proyectos (conciertos y discos con músicos europeos como JP Llabador, Denis Fournier, Fred Monino, JR Dalerci, Joël Allouche, Doudou Gouirand, Philippe Gareil, Maurizio Giammarco, Paolo Fresu… y americanos (Sangoma Everett, Jim Pepper)) y graba con su grupo Soma “Tacha” (Nil records) diste ZZ. Este trio hará giras durante un tiempo con Philippe Petrucciani.
En 1991 graba Transe Lucide con Jean Jacques Avenel y Tony Moreno. Paralelamente, enseña en el Instituto musical de formación profesional de Salón-de-Provenza. En la sala donde efectúa las clases de piano, hay una batería montada en permanencia, aprende entonces a tocarla, de forma autodidacta. Participa rápidamente en grupos como batería, particularmente con el pianista Perrine Mansuy. En ciertas ocasiones, acompaña a otros músicos como Alain Jean Marie, Michel Grailler, Siegfried Kessler y también el saxofonista inglés Peter King.
A partir de finales de los años 90, viaja regularmente a New York, y comparte su tiempo entre los Estados Unidos y Francia.
De regreso a Francia, Gérard de Haro le propone grabar su primer álbum en piano solo Vents et Marées Harmonia Mundi, 2003.  Paralelamente, forma parte del grupo de Gérard Faroux en el seno del cual tendrá la ocasión de coincidir con Misja Fitgerald Michel, Micky y Ravi Coltrane, Gilles Naturel…
Seguidamente crea el grupo François Gallix, Gaël Horellou, Yoann Serra y Clara Simonoviez. Tras una serie de conciertos, el quinteto pasa a septeto, integrando arreglos para 2 saxofones, 3 voces, contrabajo, batería, piano. En 2007, graba el proyecto Crossing life and strings (La Buissonne / Harmonia Mundi) con Jean-Jacques Avenel, Riccardo Del Fra, Barra Phillips, Steve Swallow y el quaruor Opus 33. En 2008, realiza una gira con el cuarteto de Gaël Horellou con quien graba Para la tierra live al Sunside en compañía de François Gallix y Ari Hoenig. En 2010 participa en el proyecto de Maurey Richards y graba The best is yet to come en compañía de Philippe Dardelle y Mourad Benhamou. En 2010, crea, y después coorganiza, el festival de Fontiers-Cabardès.
En 2011, participa como pianista y arreglista en el proyecto To Frank de Clara Simonoviez en compañía de FR Gallix, G Horellou et Lolo Bellonzi.
Al año siguiente, en 2012, sale el álbum Transition Cosmic Power en Black and Blue. En este álbum, ejerce como autor, compositor, arreglista, cantante y pianista.
El álbum “Transe Lucide” sale en febrero de 2013, en compañía de Jean-Jacques Avenel y Anthony Moreno. Jean-Sébastien Simonoviez es también el fundador de la firma “Hâtive!”.
En 2014 registra el álbum “Multifaces” bajo la misma marca discográfica.
Desde 2015 pasa mucho tiempo en Asia y participa en numerosos conciertos con músicos vietnamitas.

Conoce también a la pianista indonesia Nita Aartsen con quien inicia una colaboración como trompetista y compositor.

Paralelamente el CD Translucide está reeditado por el label Indonesien demajors.

## Discografía
- Do Clara Simonoviez 2015)
- Multifaces Jean-Sébastien Simonoviez (2014)
- Transe Lucide Jean-Sébastien Simonoviez (2013)
- Transition Cosmic Power Jean-Sébastien Simonoviez (2012)
- To Frank Clara Simonoviez quintet (2011)
- The best is yet to come Maurey Richards (2010)
- Pour la Terre Gaël Horellou quartet (2009)
- Crossing life and strings Jean-Sébastien Simonoviez (2008)
- Transition Cosmic Power Jean-Sébastien Simonoviez (2006)
- A different way Jean-Sébastien Simonoviez (2005)
- ...Energize ! Simonoviez / de Oelsnitz (2004)
- Vents et Marées Jean-Sébastien Simonoviez (2003)
- Voarshadumia Voarshadumia Quintet (2002)
- The Flood Jean-Sébastien Simonoviez (2002)
- What's new ? Martine Kamoun (2001)
- Existence Jean-Sébastien Simonoviez (1997)
- Autour de la Lune Perrine Mansuy (1997)
- Oh when the pandit Philippe Gareil (1995)
- Tacha Trío Soma (1989)
- Belleville Denis Fournier (1989)
- 5th edition Jean Pierre Llabador (1989)
- Standards André Jaume Quartet (1987)